# Grand Pater noster
 (décembre 2024).
Si vous disposez d'ouvrages ou d'articles de référence ou si vous connaissez des sites web de qualité traitant du thème abordé ici, merci de compléter l'article en donnant les références utiles à sa vérifiabilité et en les liant à la section « Notes et références ».

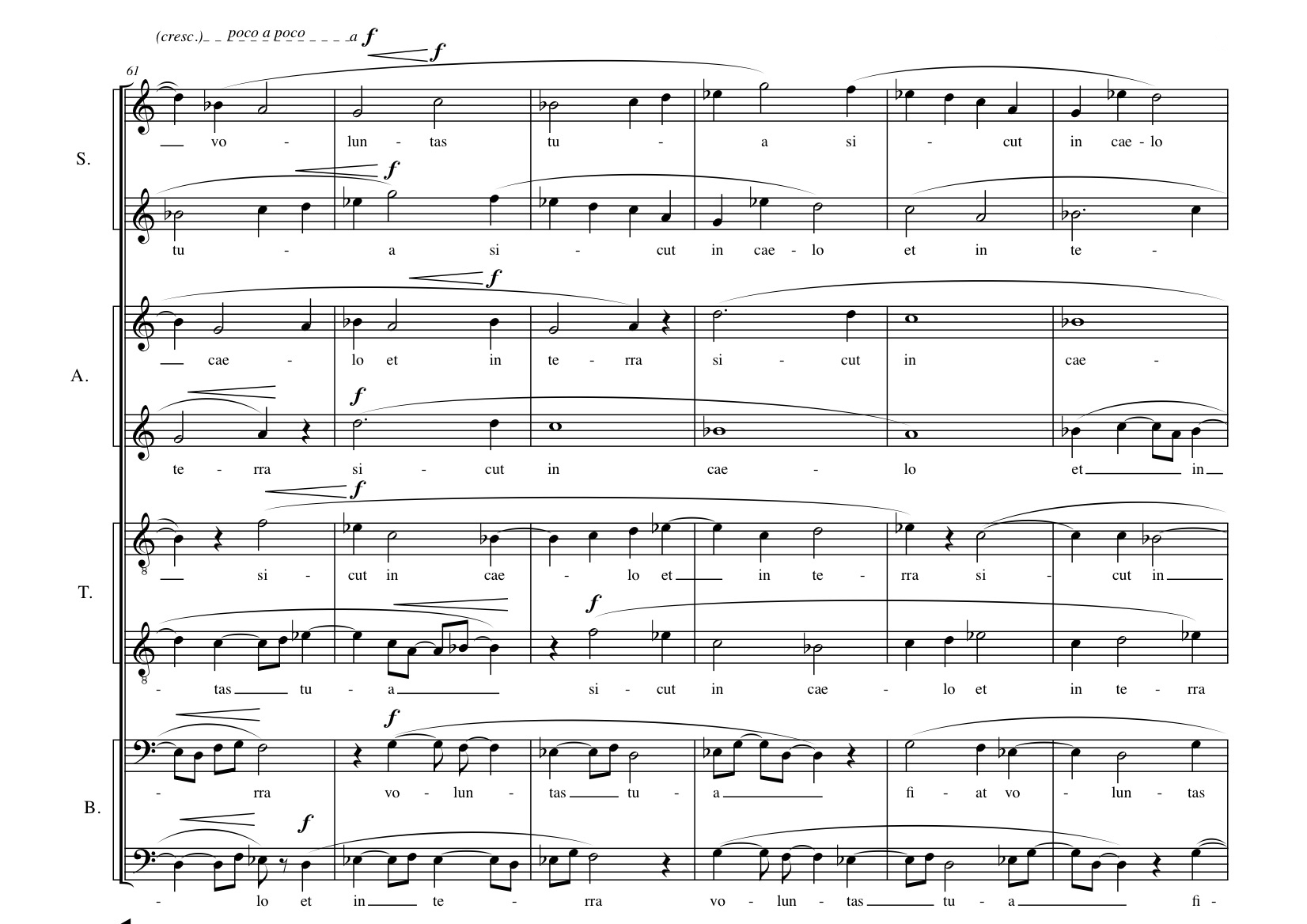
Extrait d'une page de la partition.

Le Grand Pater noster est une pièce pour 8 voix a cappella de Christophe Looten, opus 77.

## Texte
Le texte mis en musique est en latin avec des incises en grec, swahili, maori et japonais. Le compositeur s'est servi de transcriptions.
C'est cette utilisation de plusieurs langues qui justifie le titre de Grand Pater noster.
Pater noster qui es in caelis,

sanctificeur nomen tuum,

Pater hêmôn, ho en tois ouranois

Baba yetu uliye mbinguni,

Jina lako litukuzwe,

Kia tapu to ingoa

Mikuni-ga kimasu-yooni

Adveniat regnum tuum

Kia tae mai to rangatiratanga.

Elthetô hê basileia sou;

Ufalme wako uje,

Fiat voluntas tua sicut

in caelo et in terra.

Mikokoro-ga sora-ni okona wareru-to-ori

Chi-ni-mo okona-ware-masu yoo-ni

Kia meatia tau e pai ai ki runga ki te fenua, kia rite ano ki to te rangi.

Panem nostrum quotidianum da nobis hodie;

et dimitte nobis debita nostra,

sicut et nos dimittimus debitoribus nostris.

Murua o mato hara, me mato hoki e muru nei i o te hunga e hara ana ki a mato.

hos kai hêmeis aphiemen tois opheiletais hêmôn,

Et ne nos inducas in tentationem,

Watashi tachi-no husai-o mo o- yurushi kudasai

Watashi-tachi-o kokoromi-ni awase-naide

sed libera nos a malo.

Amen

## Structure
L'œuvre, d'une durée d'environ 11 minutes, adopte une structure modale en forme de croix.

## Histoire
Commande de l'ensemble vocal Sequenza 9.3, le Grand Pater noster est dédié à son chef, Catherine Simonpiétri.
La partition est éditée aux éditions Musica-nova.